# کیلر (فیلم)
کیلر (لهستانی: Kiler) یک فیلم کمدی لهستانی به کارگردانی یولیوش ماخولسکی است که در سال ۱۹۹۷ منتشر شد. این فیلم داستان یک راننده تاکسی به نام «یژی کیلر» (با نام مستعار «یورِک») است که پلیس و همچنین مافیا، وی را با یک قاتل حرفه‌ای مزدور و بدنام اشتباه می‌گیرند.

## گزیدهٔ بازیگران
- سزاری پازورا
- ماوگوژاتا کوژوخوفسکا
- یرژی اشتور
- یانوش روینسکی
- کاتاژینا فیگورا
- یان انگلرت
- کشیشتف کیرشنوفسکی
- مارک کندرات
- یان ماخولسکی
- سواوومیر سولی
- لخ دیبلیک
- ووادیسواف کومار
- پاوئو دلانگ
- شیمون مایفسکی
- پاوئو واوژتسکی
- میروسواف زبرویویچ
- ماچئی کوزووفسکی
- اولاف لوباشنکو
- سواوومیر اوژخوفسکی
- سزاری ژاک
- پاوئو نوویش
- سواوومیر پاتسک
- پیوتر زلت
- ماریوش یاکوس